# Bruno Sartori
Bruno Donizeti Sartori (Iturama, 16 de maio de 1989), também conhecido pelo nome de Bruxo dos vídeos, é um jornalista, humorista e influenciador digital brasileiro considerado um dos pioneiros na criação de sátiras através da técnica deepfake no Brasil. Sartori ganhou notoriedade com vídeos que satirizam entidades públicas como Jair Bolsonaro, Sérgio Moro e Lula.

## Biografia
Bruno Sartori nasceu em Iturama, no Estado de Minas Gerais, no dia 16 de maio de 1989. Aos quatro anos de idade mudou-se para a cidade mineira de Unaí, onde passou a infância. Nesta mesma cidade, iniciou os trabalhos como videomaker aos 15 anos de idade com a produção de conteúdos humorísticos como paródias e materiais voltados para a política da cidade. Após concluir o ensino médio em Unaí, aos 19 anos, mudou-se para São José do Rio Preto em busca de realizar o ensino superior, onde possui uma graduação em Jornalismo e Direito incompleta.
Sartori conheceu a tecnologia deepfake no fórum Reddit no final de 2017 e posteriormente acrescentou a técnica ao seu trabalho a fim de melhorar a confecção dos conteúdos humorísticos produzidos, e acabou se popularizando pelas sátiras envolvendo a política nacional, através das quais veio a ganhar notoriedade depois que seu vídeo “Chapolin Bolsonaro” viralizou nas redes sociais em maio de 2019. No vídeo que teve milhões de visualizações, o presidente do Brasil, Jair Bolsonaro, aparece caracterizado com a clássica roupa do personagem Chapolin Colorado e dizendo algumas frases erradas que foram ditas pela entidade política em Dallas, nos Estados Unidos.
Em 2020, foi citado pelo jornal The Economist por conta de um outro vídeo que também viralizou nas redes sociais. No vídeo, Jair Bolsonaro aparece cantando a música I Will Always Love You, na versão da cantora Whitney Houston, onde realiza uma serenata para o ex-presidente estadunidense Donald Trump (sátira que alude ao excessivo afeto do presidente brasileiro por Trump).
Em 2021, Sartori participou da terceira edição do Marte Festival ao lado de nomes conhecidos das artes.

## Pioneirismo com a Deepfake
Bruno Sartori é videomaker e tornou-se pioneiro com a tecnologia dos deepfakes através das paródias e vídeos de humor. Alguns de seus mais famosos trabalhos usando a técnica de síntese de imagens ou sons humanos com inteligência artificial envolvem a renderização de vídeos de seriados famosos como Chaves e Chapolin Colorado; de cenas clássicas de telenovelas como Tieta e Avenida Brasil; e de clips de músicas contidas nas obras de Whitney Houston e as de Mariah Carey na confecção de sátiras. Sartori afirma já ter sido procurado por representantes de partidos políticos para desmoralizar algumas figuras públicas. Em virtude das montagens com deepfakes, foi citado no jornal The Economist em 2020: 
"O que os brasileiros estão assistindo: Um vídeo que mostra Jair Bolsonaro, o presidente do Brasil, fazendo uma serenata para Donald Trump com a balada clássica “I Will Always Love You” foi visto centenas de milhares de vezes online. Mas a filmagem não é real. Foi feita por Bruno Sartori, que se autodescreve como "deepfaker" e jornalista que usa inteligência artificial para sobrepor o rosto e a voz de uma pessoa à de outra para zombar da elite política do Brasil. Sartori também almejou outros políticos. Para aqueles que acham que falsas profundas corroem a confiança na mídia e na sociedade civil, Sartori responde que está tentando perfurar a pompa e o poder dos políticos com uma das armas mais antigas da democracia: a sátira" — The Economist. 